# Chùa hà

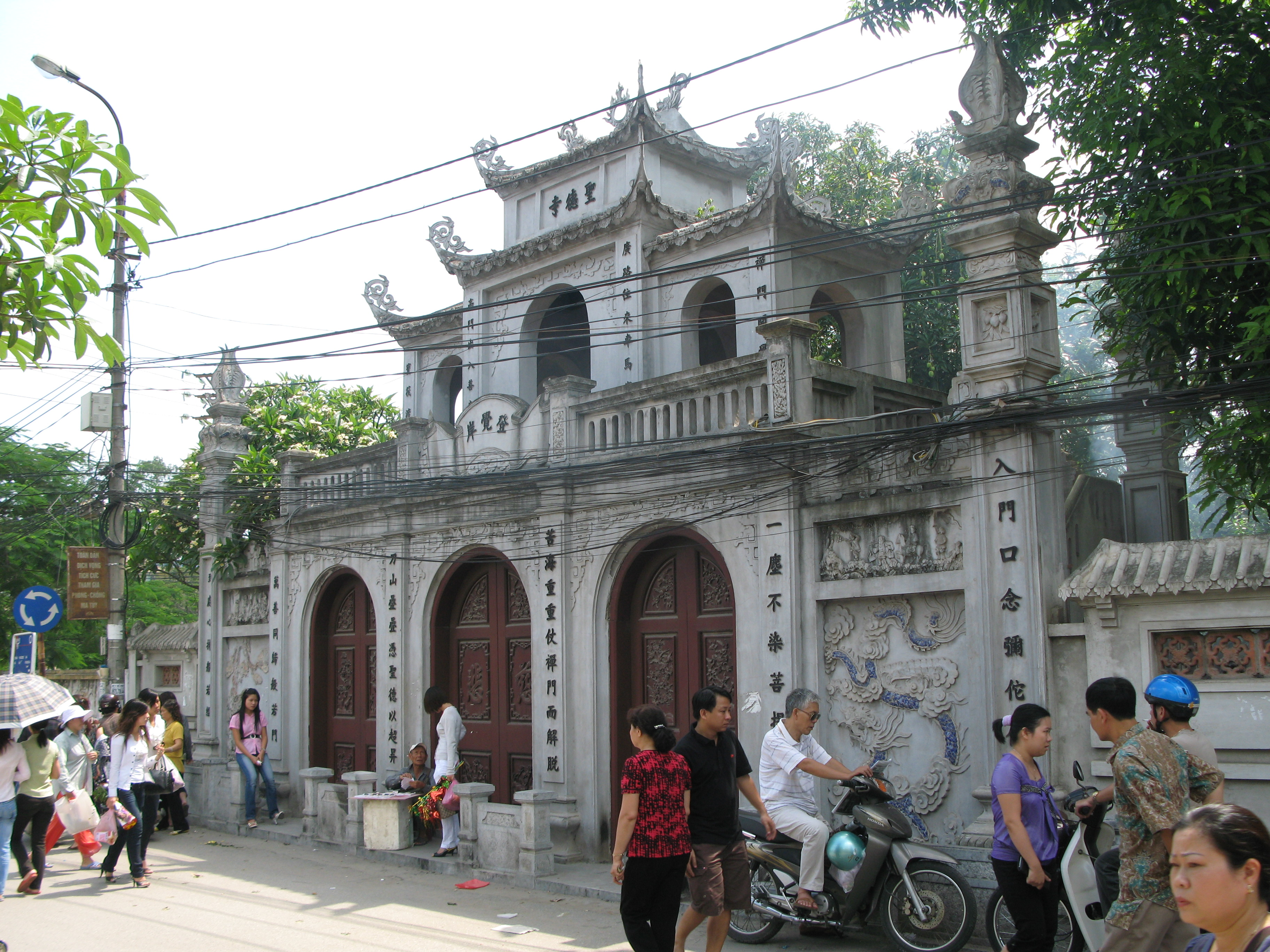
Chùa Hà

Chùa Hà, auch Thánh Đức tự (chinesisch: 聖德寺) genannt, bildet zusammen mit Đình Bối Hà einen Denkmal- und Tempelkomplex. Dieser befindet sich auf einem Grundstück, das früher zum Weiler Hà gegenüber der Cầu-Giấy-Straße im Dorf Trung, Gemeinde Dịch Vọng, Bezirk Từ Liêm, gehörte und heute die Adresse 86 Chùa Hà, Dịch Vọng, Cầu Giấy, Hanoi trägt. Chùa Hà gilt neben dem Duyên-Ninh-Tempel als einer der beiden Tempel im Norden Vietnams, die für Gebete um eine glückliche Partnerschaft besonders bekannt sind.

## Feste
Chùa Hà wurde 1996 vom Staat als historisches und kulturelles Denkmal eingestuft. Heute finden im Denkmal- und Tempelkomplex regelmäßig Feste statt:
• Am 11. Tag des ersten Monats nach dem Mondkalender wird der Geburtstag des Schutzgottes Triệu Chí Thành gefeiert.
• Am 12. Tag des achten Monats wird an seinen Todestag erinnert.
• Am 12. Tag des zweiten Monats findet das „Đám“-Fest statt, bei dem für Glück, gutes Wetter und Gesundheit gebetet wird. Während des Festes werden traditionelle Aktivitäten wie Menschenschach, Schaukeln, Tauziehen, Tempelgesänge und Löwentänze veranstaltet.
Der Denkmal- und Tempelkomplex zieht zunehmend Besucher aus nah und fern an. Besonders an den monatlichen Sóc-Vọng-Tagen bzw. Syzygien (dem 1. und 15. Tag des Mondmonats) herrscht reges Treiben. Zahlreiche Gläubige kommen, um Räucherstäbchen anzuzünden und zu Buddha und den Heiligen zu beten, wobei die Tempelanlage oft von dichtem Rauch erfüllt ist. Die Besucher erhoffen sich Schutz vor Unglück und die Erfüllung von Wünschen nach Glück und Wohlstand.
Chùa Hà ist insbesondere bei jungen Menschen aus Hanoi bekannt, die hier für die Liebe beten: Verliebte bitten um eine glückliche Ehe, während Singles darauf hoffen, bald einen Partner zu finden.